# Azariah Stahl
Azariah Marie Stahl (Elkhart, 21 giugno 1995) è una pallavolista statunitense, di ruolo schiacciatrice.

## Carriera

### Club
La carriera di Azariah Stahl inizia nei tornei dell'Indiana, giocando per la Elkhart Central HS. Dopo il diploma, gioca a livello universitario per la Purdue, partecipando alla NCAA Division I dal 2014 al 2017.
Nella stagione 2018-19 firma il suo primo contratto professionistico in Svizzera, partecipando alla Lega Nazionale A con lo Genève. In seguito si accasa alle Criollas de Caguas, con cui partecipa alla Liga de Voleibol Superior Femenino 2020; tuttavia viene svincolata dopo pochi incontri.

### Nazionale
Fa parte della nazionale Under-20 che conquista la medaglia di bronzo al campionato nordamericano 2012.

## Palmarès

### Nazionale (competizioni minori)
- Campionato nordamericano Under-20 2012